# Sophienkathedrale (Kiew)

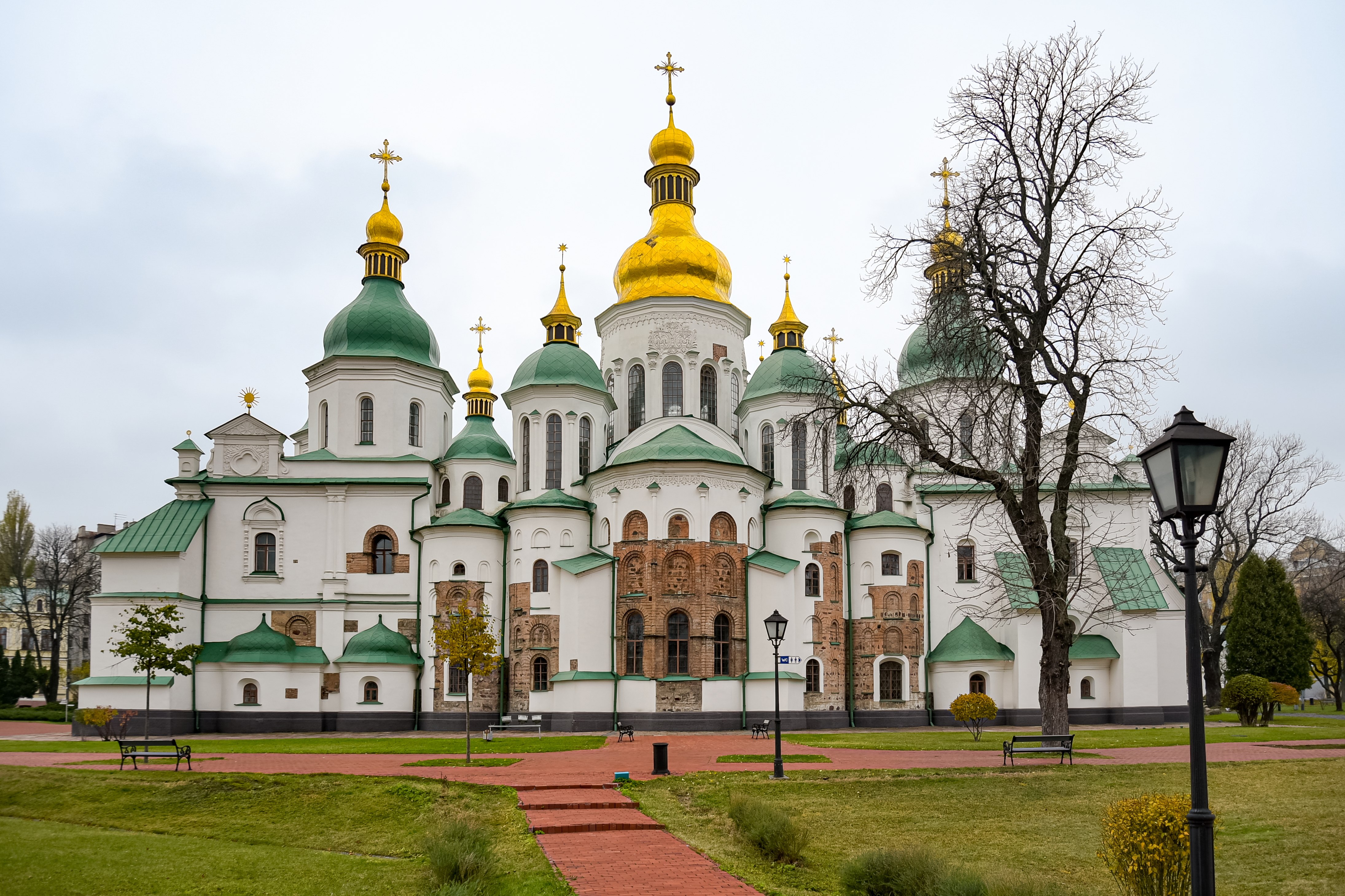
Sophienkathedrale Kiew

Die Sophienkathedrale (ukrainisch Софійський собор Sofijskyj sobor) in der ukrainischen Hauptstadt Kiew gilt als eines der herausragendsten Bauwerke des orthodoxen Christentums. Die Kathedrale wurde Anfang des 11. Jahrhunderts unter der Herrschaft von Jaroslaw dem Weisen als geistliches Zentrum der Kiewer Rus erbaut. Seit 1990 gehört sie zum Weltkulturerbe der UNESCO.

## Geschichte

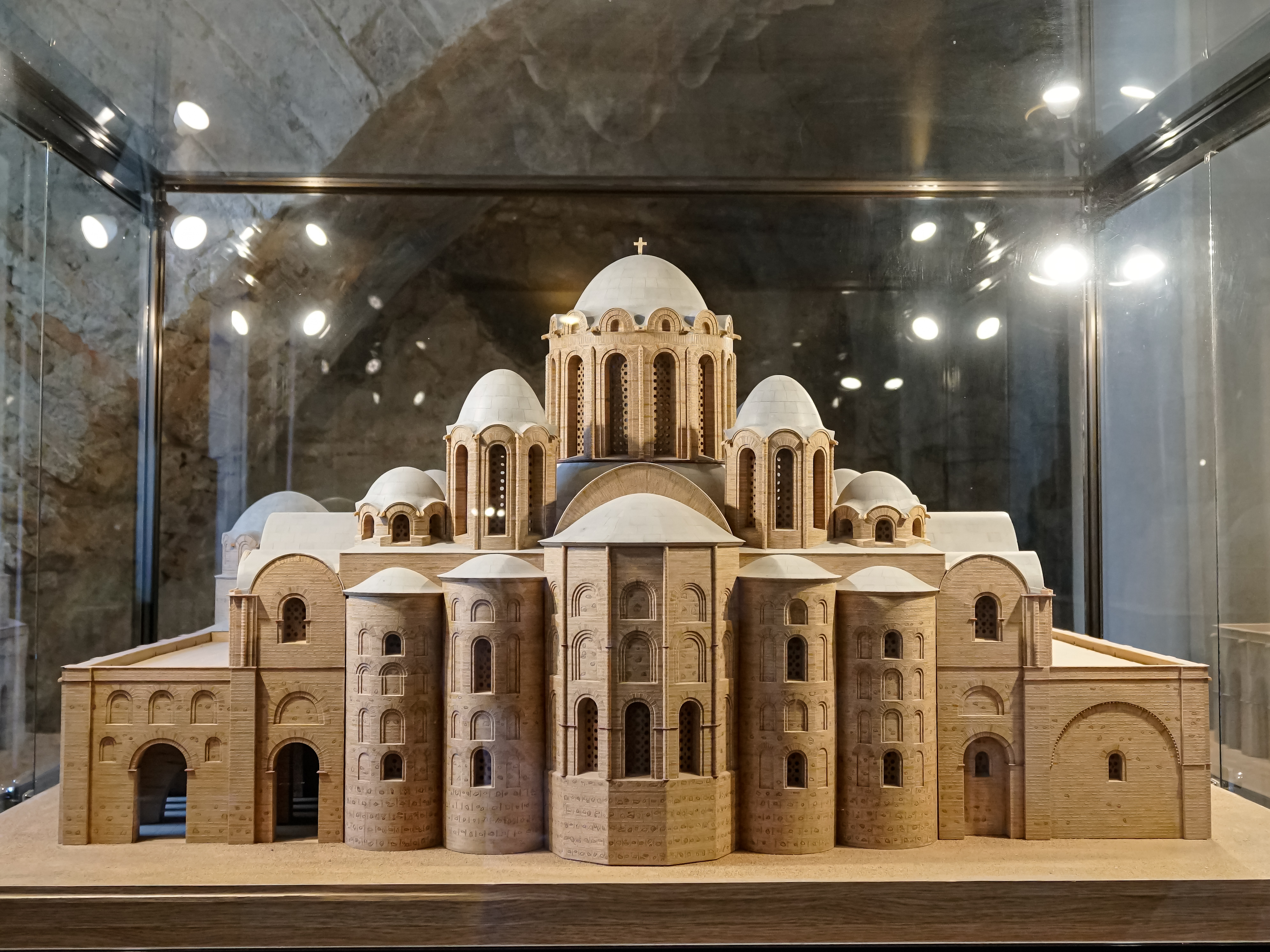
Modell des ersten Baus aus dem 11. Jahrhundert

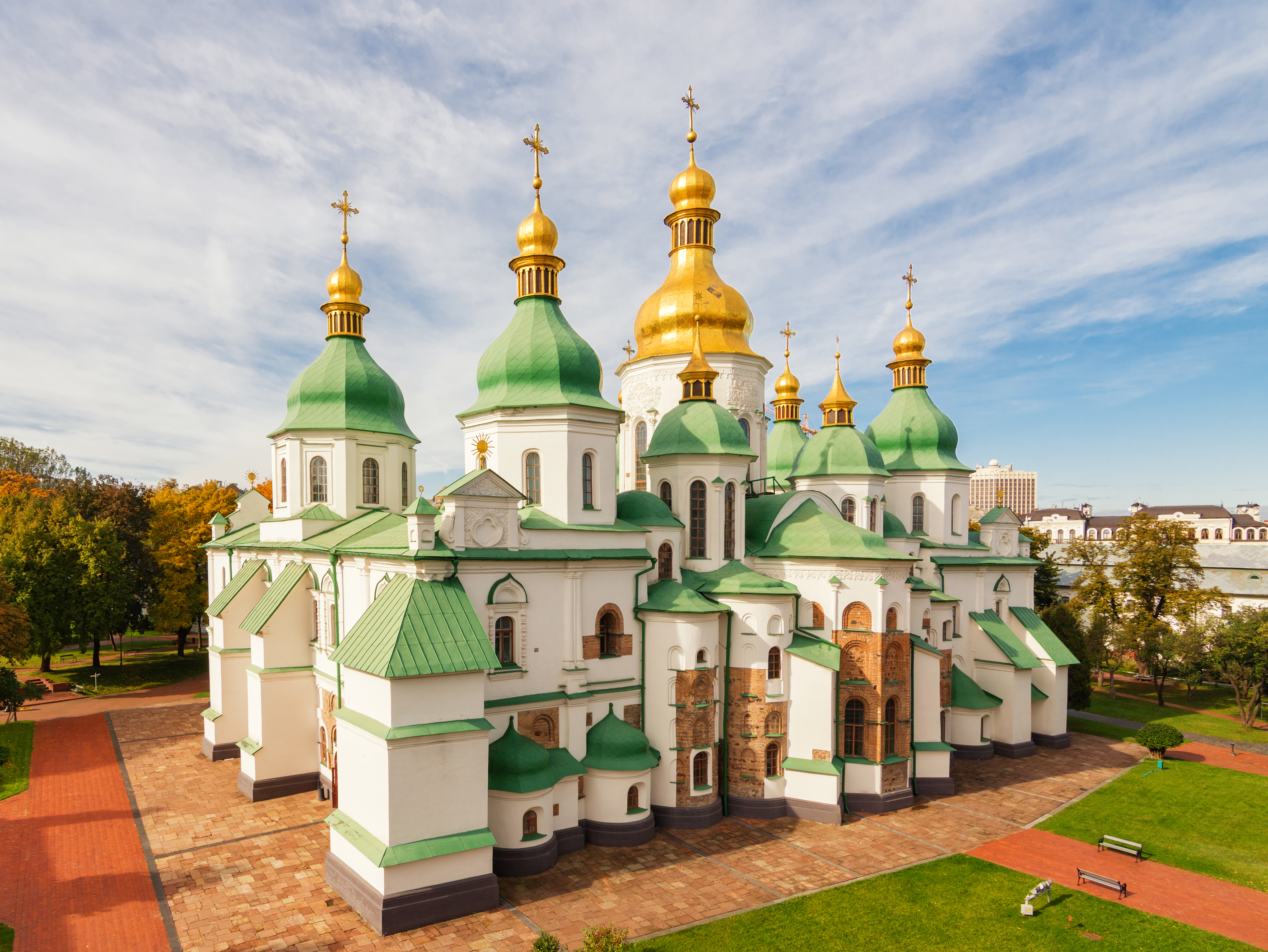
Ansicht der Sophienkathedrale vom Glockenturm

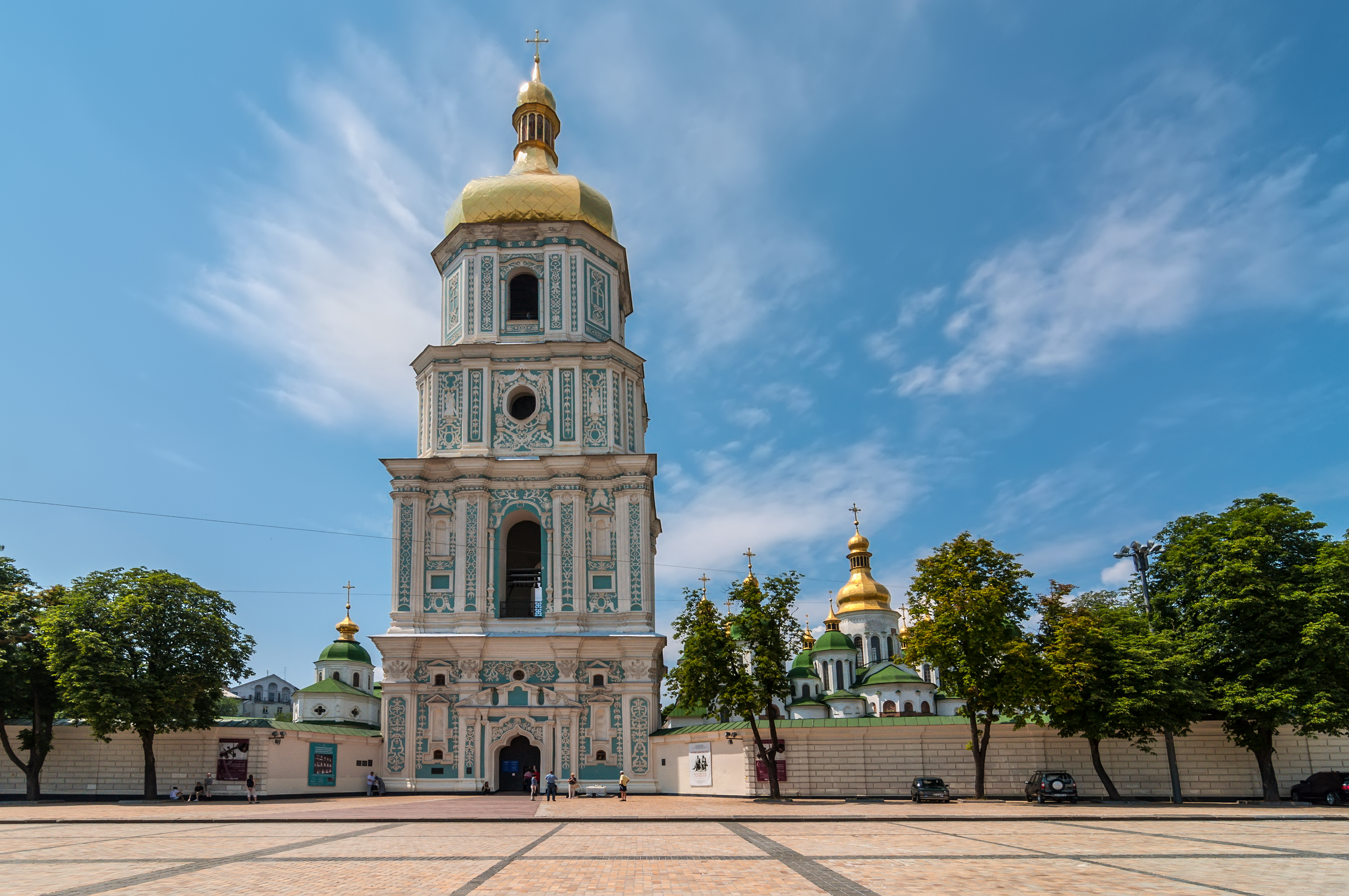
Ansicht des Glockenturms am Sophienplatz

### Erster Bau
In der älteren Überlieferung und älteren wissenschaftlichen Literatur wurde der Baubeginn mit dem Jahr 1037 angegeben, nachdem der Kiewer Fürst Jaroslaw der Weise (Ярослав Мудрий) 1036 die Petschenegen besiegen konnte. Seit etwa 2000 liegen neue wissenschaftliche Erkenntnisse über einen früheren Baubeginn vor. Laut Nadia Nikitenko, einer Historikerin, die die Kathedrale seit 30 Jahren erforscht, wurde die Kathedrale im Jahr 1011 unter der Herrschaft des Großfürsten der Kiewer Rus, Wladimir I., begonnen. Dies wurde sowohl von der UNESCO als auch von der Ukraine anerkannt, die im Jahr 2011 offiziell das 1000-jährige Bestehen der Kathedrale feierte. Geweiht wurde die Kathedrale wahrscheinlich im Jahr 1018, unter Wladimirs Sohn Jaroslaw.
Die Kathedrale wurde als siebenkuppelige fünfschiffige Kreuzkuppelkirche mit offener Galerie nach byzantinischem Vorbild – speziell nach dem der Hagia Sophia in Konstantinopel – errichtet. Als Hauptkathedrale der Kiewer Rus war sie ihrer christlichen und kulturellen Bedeutung nach dazu berufen, von der Weisheit des Christentums und der Festigung der politischen Macht der Rus zu künden. Die Kathedrale war Mittelpunkt des kulturellen und politischen Lebens des altrussischen Volkes. Hier fanden unter anderem die Thronbesteigungen der Kiewer Fürsten statt, tagte die Kiewer Volksversammlung (Wetsche), wurden Staatsgäste empfangen und Hofzeremonielle durchgeführt. Als Namenspatronin diente Sophia als Sinnbild der Weisheit.
Die Ausmaße der Kathedrale – 37 Meter lang, 55 Meter breit und bis zur Zentralkuppel 29 Meter hoch – waren für die damalige Zeit beeindruckend. Die Kathedrale diente auch als Bestattungsort der Kiewer Fürsten. Als wichtiges Grabmal hat sich der Sarg von Jaroslaw dem Weisen bis heute erhalten, der hier 1054 beigesetzt wurde. Nach dem Einfall der Mongolen in die Rus in der Mitte des 13. Jahrhunderts büßte nicht nur die Stadt Kiew ihre zentrale politische und kulturelle Funktion ein, auch die Sophienkathedrale verlor ihre kirchliche Bedeutung. Der Kirchenbau wurde teilweise zerstört, der Sitz des Metropoliten nach Wladimir (und später nach Moskau) verlegt. In den folgenden zwei Jahrhunderten wurde die Kathedrale durch weitere Einfälle der Krimtataren in Kiew immer stärker zerstört.

### Zweiter Bau
Nach der Union von Brest 1596 gehörte die Sophienkathedrale zur unierten griechisch-katholischen Kirche in Polen-Litauen, die umfangreiche Reparaturarbeiten in Auftrag gab. Zu Beginn des 17. Jahrhunderts veranlasste der Metropolit Petro Mohyla den Wiederaufbau. Dazu wurde der italienische Baumeister Octaviano Mancini eingeladen, unter dessen Leitung die Arbeiten um 1630 erfolgten. Hierbei wurde die wandfeste Ausstattung aus dem 11. Jahrhundert kaum verändert, sodass sich der großartige byzantinische Eindruck bis heute erhalten hat. Dagegen wurde der äußere Kirchenbau durch Schließung der Außengalerien vergrößert, jedoch blieben etliche Holzkonstruktionen erhalten.
Nachdem im Jahr 1697 ein großer Brand die Kathedrale schwer beschädigt hatte, ließ Zar Peter I. die Kirche im ukrainischen Barockstil aus Stein tiefgreifend umbauen. Das Gebäude wurde um ein Stockwerk erhöht und zusätzlich sechs Kuppeln in typischer Birnenform hinzugefügt. Das Gelände der Sophienkathedrale erhielt eine Umfassungsmauer, und es wurden weitere Gebäude, wie der Metropolitenpalast, das Südtor, das Refektorium (als beheizbare Kirche auch „Warme Sophie“ genannt) und das Geistliche Seminar, gebaut. Besonders dominant ist der neue Glockenturm, der über dem Hauptzugang am Sophienplatz 1699–1707 errichtet wurde. Nach einer Erhöhung um eine vierte Etage im Jahr 1851 ist er jetzt 76 Meter hoch.
1934, in der Zeit der Zugehörigkeit der Ukraine zur Sowjetunion, wurde der Gebäudekomplex als kirchliche Einrichtung geschlossen und als „Staatliches Reservat Sophien-Museum“ betrieben.

### Entwicklung seit 1991
Erst mit der Trennung der Ukraine von der zerfallenden Sowjetunion im Jahr 1991 wurde die Sophienkathedrale wieder der orthodoxen Kirche übergeben. Aber in den folgenden Jahren gab es erhebliche Streitigkeiten innerhalb der orthodoxen Kirche über die Zugehörigkeit der Kathedrale zur orthodoxen Kirche des Kiewer Patriarchats oder zum Moskauer Patriarchat. Auch die ukrainisch-katholische Kirche meldete Ansprüche an. Da diese Streitigkeiten nicht gelöst werden konnten, schloss der ukrainische Staat die Sophienkathedrale erneut für kirchliche und liturgische Zwecke. Sie ist seitdem wieder ein Museumskomplex, der zum Weltkulturerbe der UNESCO gehört.
Im Dezember 2018 fand in der Sophienkathedrale die Synode statt, bei der die Gründung der neuen Orthodoxen Kirche der Ukraine beschlossen wurde. Am 7. Januar 2019 wurde in Anwesenheit des ukrainischen Präsidenten Petro Poroschenko die Weihnachtsliturgie gefeiert, im Rahmen derer der Tomos über die Verleihung der kirchlichen Eigenständigkeit präsentiert wurde.

## Ausstattung

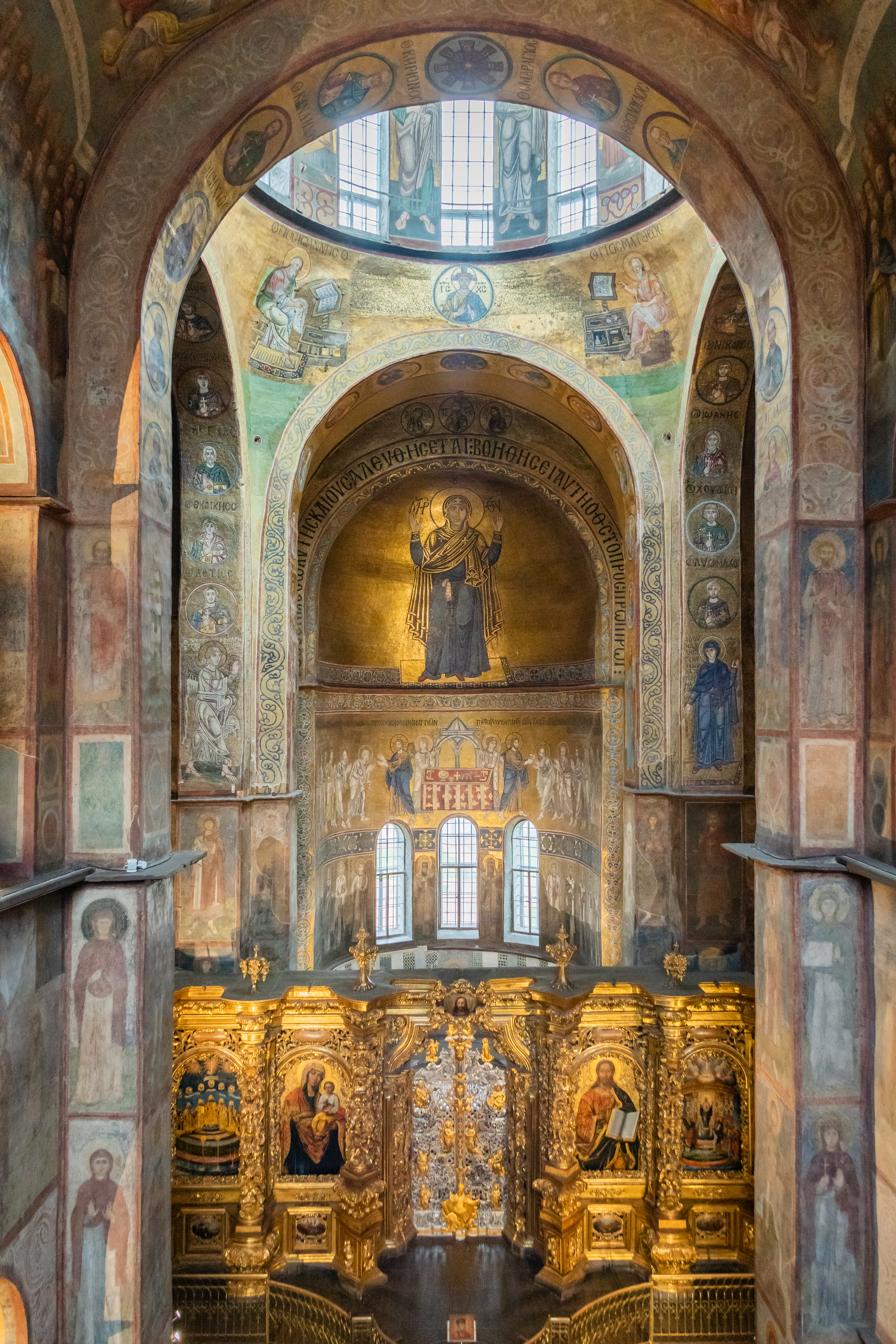
Innenraum

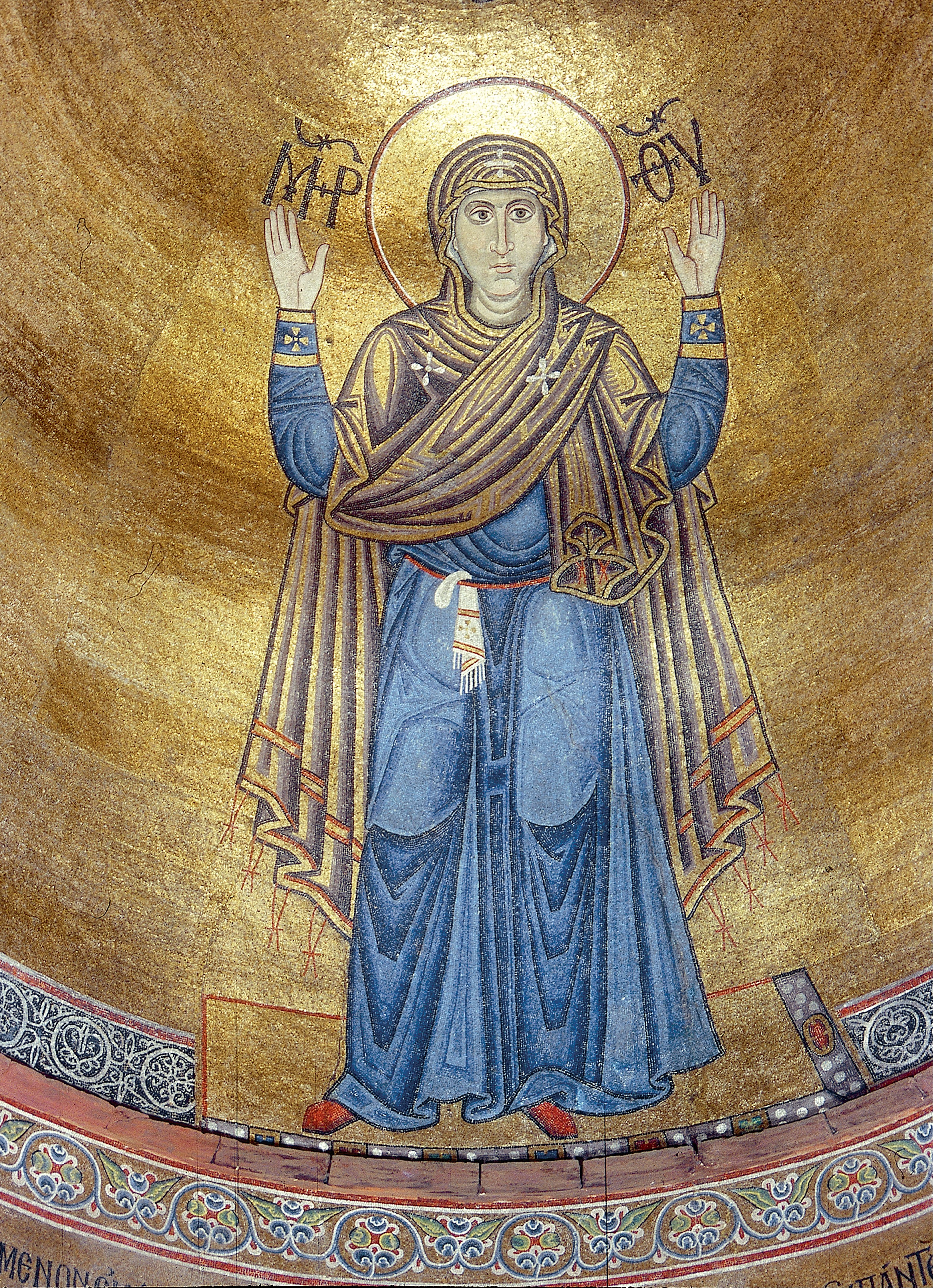
Mosaikbild der betenden Gottesmutter (Orans)

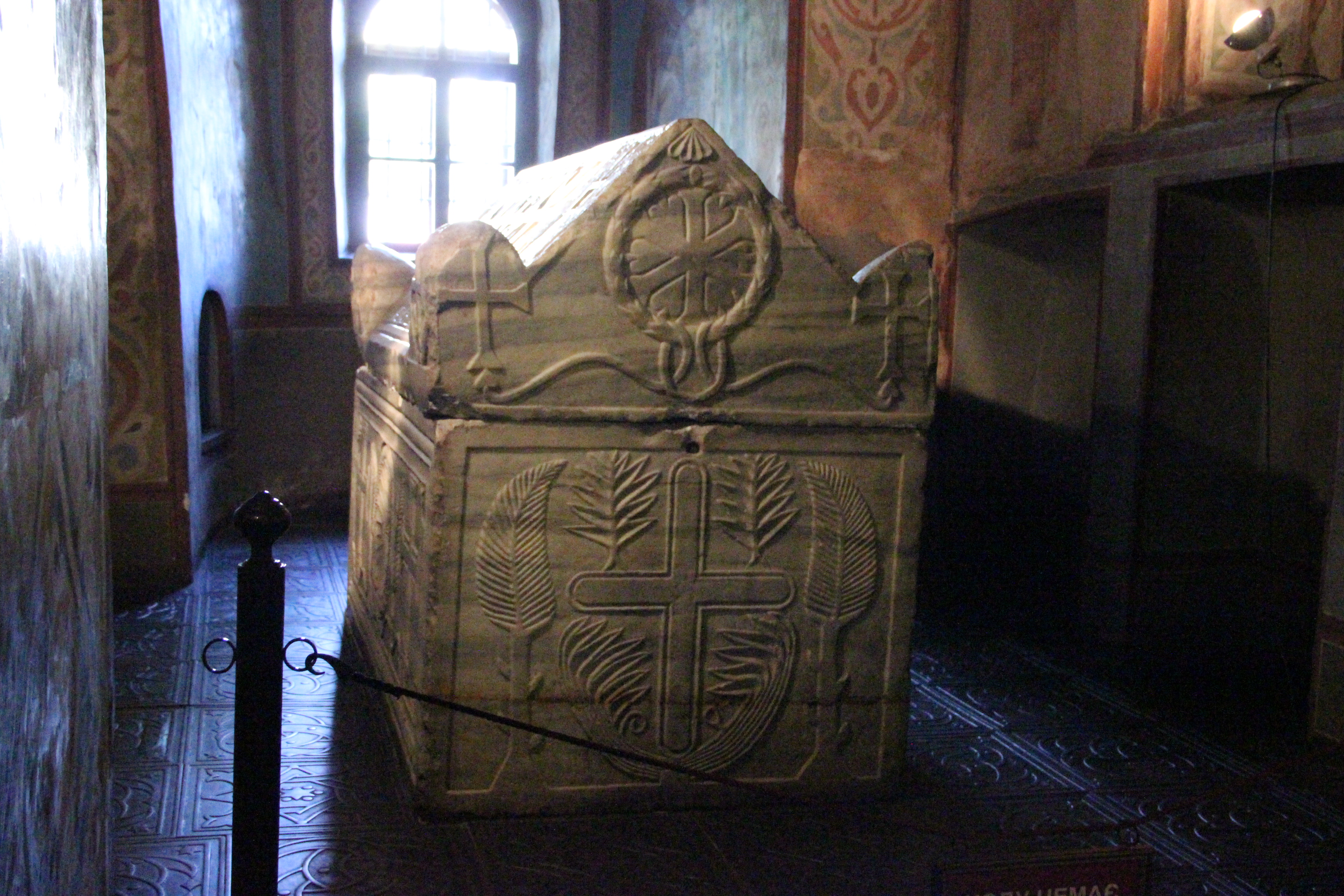
Sarkophag von Jaroslaw dem Weisen

### Wandschmuck
Die Innenausstattung erfolgte ebenfalls nach byzantinischem Vorbild vor allem durch Wandmalereien (etwa 3000 Quadratmeter Fresken) und zirka 260 Quadratmeter Mosaiken. Hervorzuheben sind das übergroße Mosaik der „Betenden Gottesmutter“ („Orans“) in der Altarapsis und das Mosaik des allherrschenden Christus („Pantokrator“) in der Zentralkuppel. Da Maria mit Priesterstola und mit zum priesterlichen Präsidialgebet erhobenen Armen gezeigt wird, steht diese Darstellung in der Tradition, die Maria als Priesterin verehrt und zeigt. Analysen der Mosaike haben ergeben, dass 177 verschiedene Farbschattierungen verwendet wurden.
In der zweiten Etage sind heute die aus dem im 12. Jahrhundert stammenden Mosaiken und Fresken aus der Michaelskathedrale ausgestellt, die Mitte der 1930er Jahre zerstört wurde.

### Ikonostase
Eine goldglänzende Ikonostase trennt den Altarraum vom Kirchenschiff. Die Ikonenwand wurde 1747–1754 in den Formen des ukrainischen Barock errichtet und enthält nach den Plünderungen der 1930er Jahre  nur noch wenige originale Heiligenbilder.

### Sarkophage
In Nebenräumen der Kathedrale befinden sich die bereits im 8. Jahrhundert angefertigten weißen Marmor-Sarkophage von Jaroslaw dem Weisen und seiner Frau Irina.

### Glocke
Im zweiten Geschoss der Kathedrale hängt eine 13 Tonnen schwere Bronzeglocke aus dem Jahr 1705.

### Fußboden
Der Fußboden der Kathedrale war mit bunten Malereien verziert, von denen einige Reste freigelegt werden konnten. Als dauerhaften Belag spendete ein russischer Unternehmer im 19. Jahrhundert gusseiserne Fliesen, deren Motive den byzantinischen Ursprung wieder aufnehmen. 

### Unterirdisches
Nach unbestätigten Informationen und einer Veröffentlichung sollen sich unter der Kathedrale Höhlen befinden. Darin vermuten Experten die bisher noch nicht wiederentdeckte umfangreiche Bibliothek von Jaroslaw dem Weisen. Im Jahr 1916 fanden erste Grabungen statt, die jedoch aufgrund der politischen Entwicklung nicht abgeschlossen wurden.

## Auswirkungen benachbarter Aktivitäten
2002 sollten in unmittelbarer Nähe zum Gebäudeensemble der Sophienkathedrale in einem dichtbebauten Wohnkomplex eine Tiefgarage und ein Schwimmbad mit Fitnesszentrum eingebaut werden. Aufgrund des großen Erdaushubs und der umfangreichen Baumaßnahmen kam es zu Erdbewegungen, die die Bausubstanz des gesamten Ensembles der Sophienkathedrale gefährdeten. Der große Glockenturm, der über die Jahrhunderte bereits einen leichten Schrägstand erreicht hatte, neigte sich – zwar nicht sichtbar – etwas weiter und Mauerteile an den einzelnen Gebäuden bekamen Risse. Nachdem größere Schäden befürchtet wurden, mussten die Bauarbeiten schließlich eingestellt werden. Für die entstandenen Schäden konnte allerdings niemand verantwortlich gemacht werden.

## Die Sophienkathedrale in der Kunst und in Medien

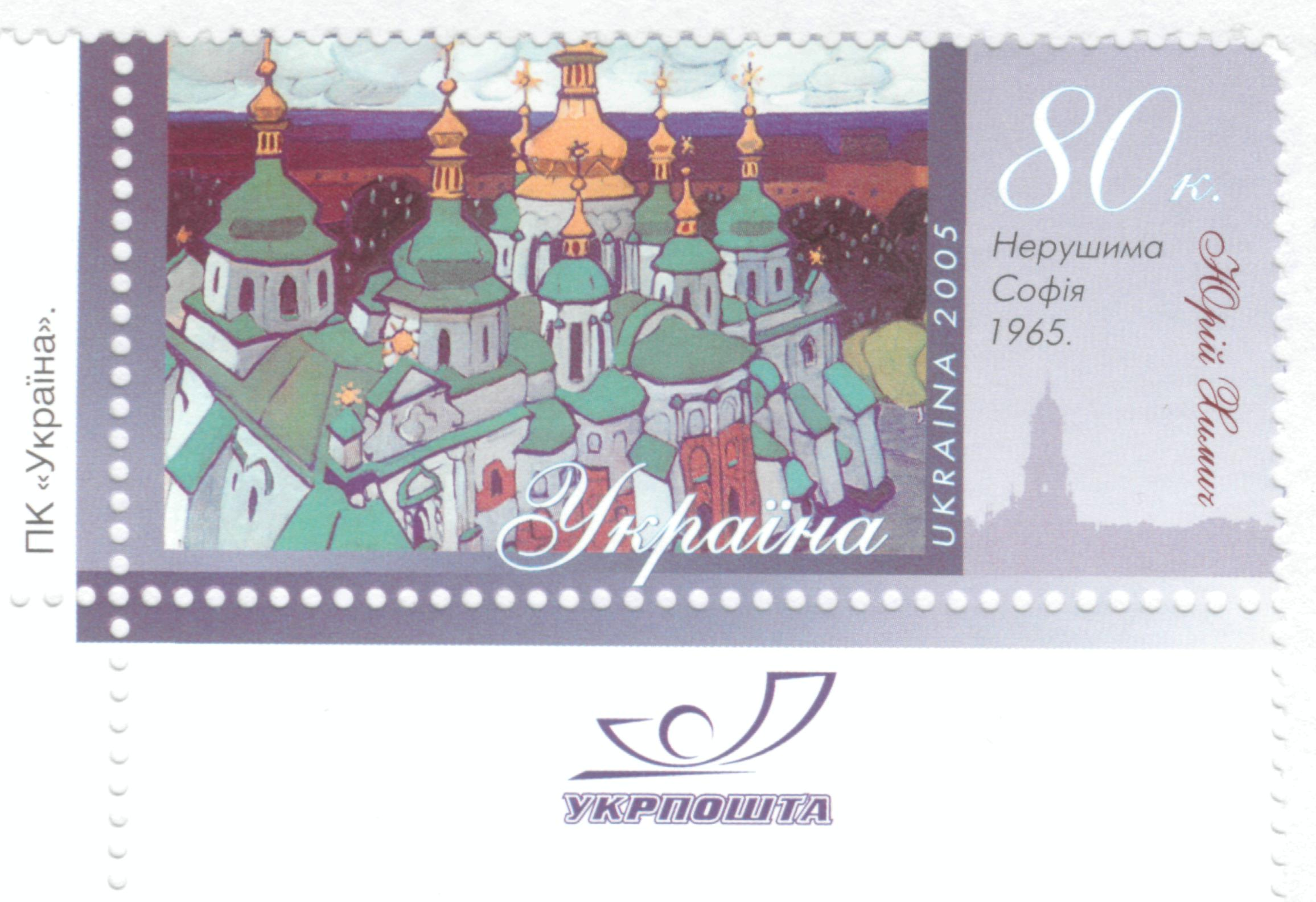
Gemälde von Jurij Chymytsch 1965 auf einer ukrainischen Briefmarke des Jahres 2005.

Die Kathedrale wurde mehrfach auf Gedenkmünzen der UdSSR und der Ukraine abgebildet. Auch auf der Rückseite des ukrainischen Zwei-Griwna-Scheines  ist sie zu sehen. Ein bereits 1965 entstandenes Gemälde des Gebäudeensembles von Jurij Chymytsch ist auf einer ukrainischen Briefmarke des Jahres 2005 wiedergegeben.